# Anopheles rhodesiensis
Anopheles rhodesiensis este o specie de țânțari din genul Anopheles, descrisă de Theobald în anul 1901. Conform Catalogue of Life specia Anopheles rhodesiensis nu are subspecii cunoscute.